# Дубликат (фильм)
«Дубликат» (англ. Jonathan; Джонатан) — американский научно-фантастический фильм 2018 года режиссёра Билла Оливера. Премьера фильма состоялась 21 апреля 2018 года на Кинофестивале Трайбека. В России фильм вышел 8 ноября 2018 года.

## Сюжет
Когда Джонатан родился, он постоянно плакал и не мог уснуть. Его родная мать не знала, что делать, и отказалась от малыша. На помощь пришла врач Мина Нариман, которая поняла, что в одном теле присутствует несколько личностей — братьев. Чтобы мальчики могли существовать гармонично, им в область за правым ухом установили переключатель, который контролировал время бодрствования каждой личности. Как оказалось, личностей было три, и третья не давала им жить в гармонии и соблюдать режим, поэтому его «извлекли» (это означает смерть).
Теперь им около 20 лет: Джонатан работает в архитектурной компании и встает каждое утро в 7 часов утра, а в 7 часов вечера он ложится спать. Джон ведёт ночной образ жизни. Вместе они живут в одном теле и общаются друг с другом через видео, которое Джонатан просматривает каждое утро.
Со временем Джонатан замечает, что он больше устает, обнаруживает в вещах брата салфетку из бара. Незадолго до обнаружения салфетки из бара Джонатан нанял частного детектива, который следил за ним самим круглые сутки, а по факту и за Джоном тоже. Оказалось, что Джон скрывал наличие своей девушки Елены и не договаривал о своей жизни брату. Будучи детьми они создали правила, в которых говорилось, что у них не должно быть девушек, чтобы они заботились о своем теле, были честны друг с другом и были лучшими друзьями друг для друга.
Днем в свои часы, получив информацию от детектива, Джонатан решает проследить за Еленой, тогда она видит его впервые, но обращается к нему, как к Джону, так как не знает о наличии Джонатана в его жизни. Вечером Елена рассказывает о их столкновении днем уже Джону, который записывает гневное послание брату и сообщает, что порвал с Еленой, но не смог рассказать о них ей. После этого он пропадает на неделю и не записывает их традиционные видео для Джонатана.
Переживая за брата, Джонатан пытается объяснить Елене их феномен, показывая статью в журнале об их случае, написанную их врачом. Они пару раз видятся, Джонатан просит, чтобы Елена записала видео для Джона, потому что, быть может, ее он послушает.
В процессе общения Джонатан с Еленой сближаются, влюбляются друг в друга, но не раскрывают свой роман Джону.
Вскоре Джон возвращается, говорит, что больше не злится на брата, и их рутинная жизнь возвращается, но у Джона депрессия, и он с трудом справляется с одиночеством.
Их переключатель начинает сбоить, посетив Мину Нариман, Джонатан просит откалибровать его, что бы просыпаться как раньше в 7 утра, женщина переживает за них, так как поведение Джона депрессивное, в то время как Джонатан пребывает в отличном расположении духа. В очередную из встреч с лечащим врачом Джонатан рассказывает, что состоит в отношениях с Еленой — бывшей девушкой брата, но роман все еще в тайне. Мина считает, что это неправильно, и раскрывает информацию Джону, который крушит в свои часы рабочее место брата, за что того увольняют с должности архитектора. Елене позвонила Мина и сказала, что им с Джонатаном нужно завершить отношения, и та уходит от парня.
Накал между братьями продолжается, в свои часы бодрствования Джон пытается вскрыть вены, а после говорит, что хочет, чтобы его «извлекли». Чтобы присматривать за мальчиками, Мина привозит их в свой дом, где они росли. Но ситуация не меняется, теперь страдает Джонатан — в его дневные часы начинает прорываться личность Джона, он часто не помнит, как попал в то или иное место, и, оказавшись на крыше небоскреба, почти у края парапета Джонатан вырывает переключатель и падает без сознания.
Очнувшись в клинике под присмотром Мины, Джонатан узнает, что личность Джона прорывается в его часы, потому что стала более сильной, и что он сам умирает. Им вживили новый передатчик, но калибровка его уже не может помочь. Попав домой, в один из дней Джонатан едет в такси, в котором не помнит как оказался. Таксист передает, что ему просили передать чтобы он не переживал и что они едут в аэропорт. По дороге Джонатан просить остановить такси и бежит к побережью, его догоняет таксист, и за счет него братья взаимодействуют во время частых переключений личности. Джон спрашивает не больно ли Джонатану, Джонатан говорит, что нет и прощается с братом, говоря, что они вдвоем были самыми счастливыми. В итоге личность Джонатана полностью погибает, и в конечном счете остается только Джон, который возвращается в такси и продолжает путь в аэропорт.

## В ролях
- Энсел Эльгорт — Джонатан/Джон
- Патриша Кларксон — Мина Нариман
- Сьюки Уотерхаус — Елена
- Мэтт Бомер — Росс Крейн
- Дуглас Ходж — Ханс
- Джо Эгендер — Майлс

## Критика
Фильм получил в основном положительные оценки кинокритиков. На сайте Rotten Tomatoes фильм имеет рейтинг 65 % на основе 26 рецензий критиков со средней оценкой 6.45 из 10. На сайте Metacritic фильм получил оценку 67 из 100 на основе 4 рецензий, что соответствует статусу «в основном положительные отзывы».